# San Donato (Tagliacozzo)
San Donato è una frazione di Tagliacozzo (AQ), in Abruzzo, di circa 200 abitanti.

## Geografia fisica
Il paese sorge a 955 m s.l.m. alle pendici del monte La Forcella (o monte Forcella) nella Marsica occidentale. Confina con i borghi inclusi nel territorio comunale di Tagliacozzo situati a monte dei piani Palentini come Gallo e Poggio Filippo. A nord il centro di Scanzano segna il confine con il comune limitrofo di Sante Marie.
San Donato dista circa 3,5 chilometri dal capoluogo comunale.

## Storia

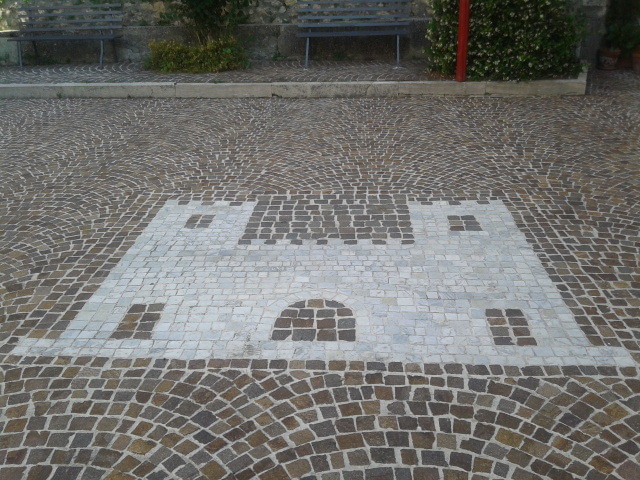
Stemma di San Donato realizzato con i sampietrini

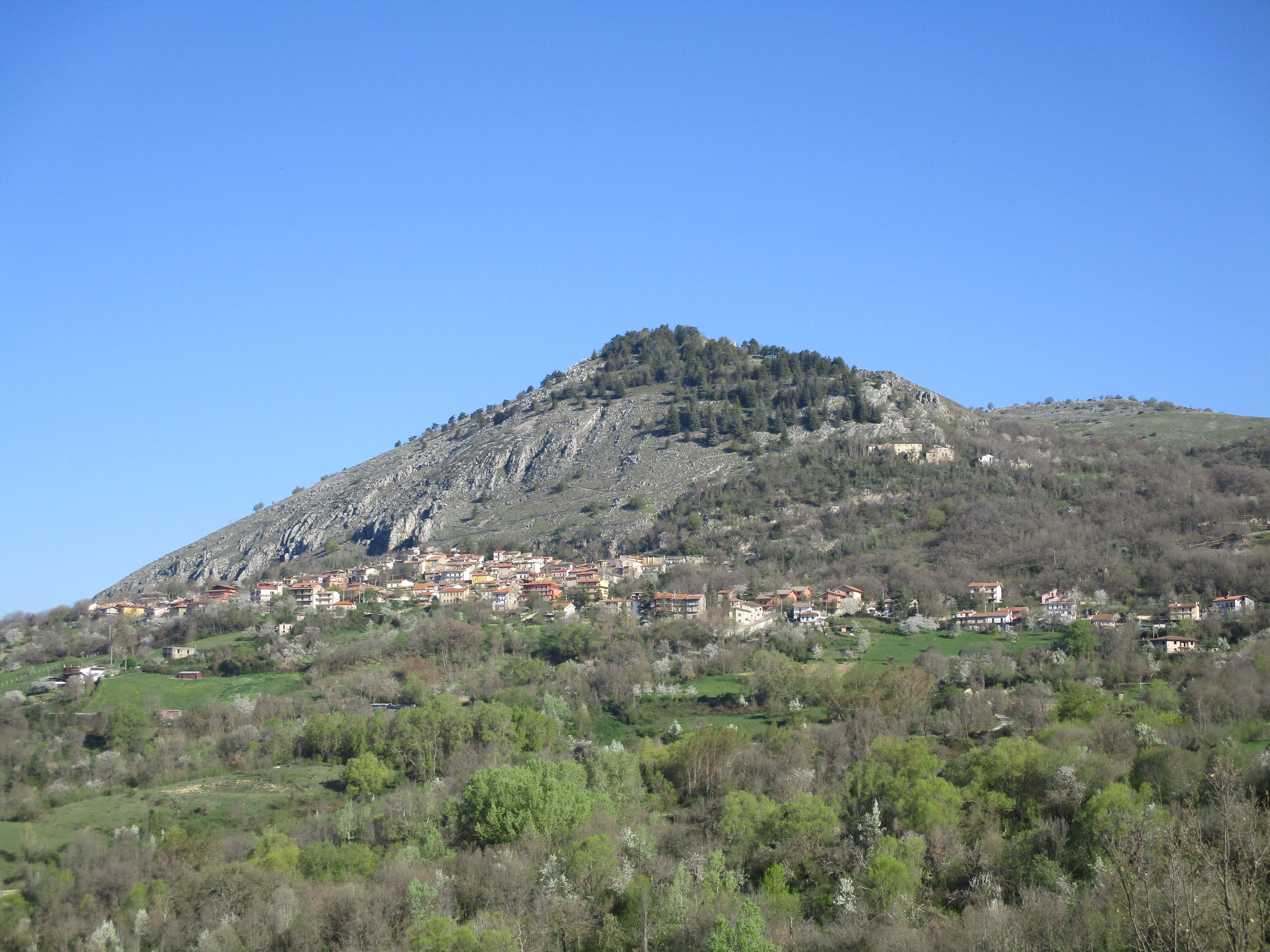
Panoramica di San Donato

Il epoca preromana il territorio dominato dall'ocres di Castiglione, situato sull'omonimo monte a ridosso delle contemporanee frazioni di San Donato e Poggio Filippo, ricadeva nel territorio equo non distante dal confine con quello dei Marsi.
Testimonianza di architettura militare medievale è il diruto castello di Pomperano, dal nome di un podere probabilmente appartenuto al territorio di Alba Fucens. La fortezza che dominava dall'alto il territorio risulta citata per la prima volta nella bolla papale dell'anno 1057 di Stefano IX. Posta in collegamento visivo con i castelli Girifalco di Pagliara dei Marsi, Vetulo di Castelvecchio, Orsini di Tremonti e con la struttura militare di Tagliacozzo, venne eretta a protezione della vallata sottostante e in parte anche del Cicolano. Queste aree non furono tuttavia immuni dalle scorribande ad opera delle orde dei Saraceni che, in particolare nel corso dell'anno 891, causarono gravi devastazioni. Il castello di San Donato durante tutta l'epoca medievale detenne un importante ruolo strategico per via della sua funzione difensiva e di avvistamento.
Il paese deve il suo nome alla chiesa fatta costruire dai benedettini dopo il saccheggio e la distruzione dei villaggi confinanti di Sant'Andrea e San Nicola Tibulario, avvenuta nel IX secolo ad opera dei Saraceni.
Anche questo territorio vide il dominio degli Orsini e dalla fine del XV secolo dei Colonna che esercitarono la signoria nella contea di Albe e nel ducato di Tagliacozzo. Nel corso del 1300 si registrò l'assegnazione di alcuni beni ecclesiastici in favore dei monaci cistercensi dell'abbazia di Santa Maria della Vittoria di Scurcola Marsicana, mentre la fortezza nella seconda metà del XIV secolo passò nelle mani di Antonio Pretatti, detto Ceccantonio, capitano e vassallo della città dell'Aquila. 
Nel 1811 in seguito all'abolizione feudale e all'istituzione del distretto di Avezzano il borgo fu incluso nel mandamento e nel comune di Tagliacozzo.
Anche San Donato subì gravi danni e numerose vittime a causa del terremoto della Marsica del 1915 che devastò la città di Avezzano e tutto il circondario della Marsica.

## Monumenti e luoghi d'interesse

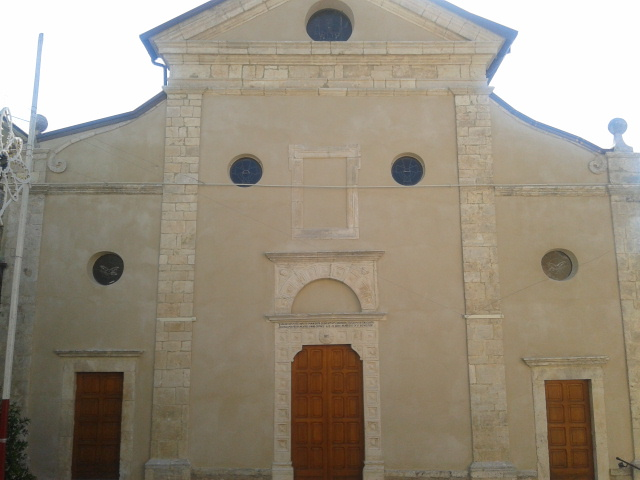
Chiesa di Sant'Erasmo

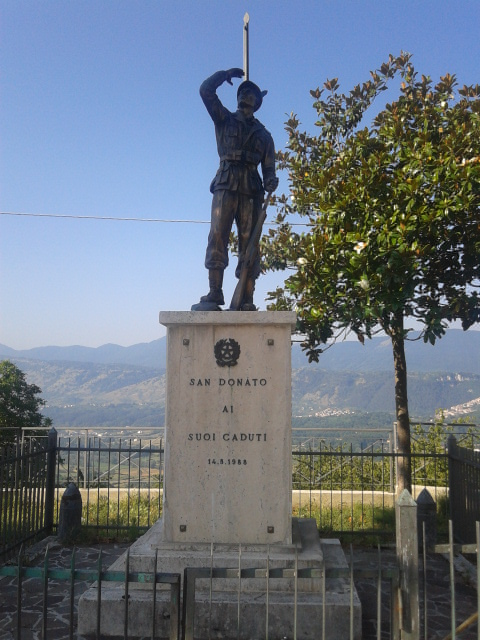
Monumento ai caduti

### Architetture religiose
Chiesa di Sant'ErasmoChiesa parrocchiale di San Donato, citata come bene ecclesiastico di "Sancti Erasmi in Pomperano" intorno al X secolo. Nel corso del secolo successivo venne costruito l'edificio di culto, mentre nella bolla del 1115 di Papa Pasquale II la chiesa è citata come "Sancti Erasmi in Castro Sancti Donati". Edificio a tre navate caratterizzato esteriormente da un'ampia facciata che subì importanti interventi di rifacimento nel corso del Cinquecento. Gravemente lesionata dal sisma del 1915 fu restaurata durante il XX secolo.

### Architetture militari
Castello di PomperanoFortezza medievale a base rettangolare di cui restano alcuni ruderi nei pressi della località La Porta. Anticamente chiamato castello di Pomperano, nome originario del luogo, venne edificato nell'XI secolo a 1171 m s.l.m. con successiva fortificazione trecentesca. Fu una residenza dei conti dei Marsi prima di risultare dal XV secolo in poi tra i possedimenti della famiglia Colonna.

### Architetture civili
Villaggio di La PortaNucleo medievale arroccato a oltre 1000 m s.l.m. ai piedi del diruto castello medievale. Cadde in decadenza dopo l'eversione feudale e a seguito del terremoto del 1915. Completamente abbandonato, nel corso del XXI secolo è stato al centro di un progetto di recupero architettonico.

### Aree naturali
Sentiero di CorradinoIl sentiero ripercorre le tappe che il giovane duca svevo Corradino affrontò prima per raggiungere i piani Palentini, dove il 23 agosto 1268 si scontrò con Carlo I d'Angiò perdendo la battaglia di Tagliacozzo, e in seguito quelle della sua fuga lungo la valle di Luppa e la piana del Cavaliere.
Cammino dei BrigantiItinerario costituito da diverse tappe che tocca alcuni centri dell'Abruzzo e del Lazio per un totale di circa 100 chilometri. Il percorso inizia a Sante Marie, tocca altre località della Marsica occidentale e del Cicolano, ripercorrendo la storia e i luoghi dei briganti tra il Regno delle due Sicilie e lo Stato Pontificio.

## Società

### Tradizioni e folclore
La festa delle Tre Marie è una celebrazione religiosa organizzata insieme agli abitanti dei borghi confinanti di Gallo e Poggio Filippo; la processione risalirebbe al 1639. La festa religiosa si svolge nel periodo dell'ottava di Pasqua.
Il due giugno di ogni anno si festeggia sant'Erasmo, patrono del borgo di San Donato.

## Infrastrutture e trasporti

### Strade
La strada provinciale 89 Dorsale Palentina collega i comuni di Sante Marie e Tagliacozzo attraversando il territorio di San Donato.